# Mélanie García
Pour les articles homonymes, voir García.
Melanie García Afonso née le 21 septembre 1990, est une joueuse de hockey sur gazon espagnole. Elle évolue au poste de gardien de but de Real Club de Polo et avec l'équipe nationale espagnole.

## Carrière
Elle a concouru avec l'équipe nationale pour la Coupe du monde 2018 à Londres.

## Palmarès
- : 3e à la Coupe du monde 2018.
- : 3e à l'Euro 2019.